# Pelageïa Raïko
Pelageïa Andriïvna Raïko (en ukrainien : Пелагея Андріївна Райко), née Soldatova, également connue sous le pseudonyme de Polina Raïko (Tsiouroupynsk, 1928 - 15 janvier 2004), est une peintre naïve ukrainienne. À l'âge de 69 ans, elle a entrepris de peindre les murs de chez elle. Sa maison, devenue monument du patrimoine national de l’Ukraine, a été submergée en juin 2023 par les inondations consécutives à la destruction du barrage de Kakhovka, lors de l'invasion russe.

## Biographie
Pelageïa Soldatova est née dans la ville ukrainienne de Tsiouroupynsk (devenue Olechky), dans la région de Kherson (près de la mer Noire) au printemps 1928 — sa date de naissance officielle est le 15 mai.
Elle est l'une des cinq enfants — trois filles et deux garçons — d'un couple de paysans. À l'âge de 22 ans, elle épouse Nikolaï Alexeïevitch Raïko, avec qui elle a deux enfants : Éléna, née en 1951 et Sergeï, né en 1953. La famille mène une vie modeste, subsistant grâce aux produits de son jardin et au travail saisonnier dans un kolkhoze. En 1954, les Raïko se construisent une nouvelle maison en bord de rivière.
En 1994, Pelageïa perd sa fille Éléna dans un accident de voiture. En décembre 1995, son mari Nikolaï — alcoolique  — meurt également. En 1997, son fils Sergeï, devenu lui aussi alcoolique et qui a dévasté la maison et pillé les biens du foyer — y compris l´installation électrique — pour les vendre, est incarcéré ; libéré trois ans plus tard, il agresse sa mère à coups de couteau. Il meurt en 2002 d'une cirrhose du foie,.
Polina Raïko meurt dans sa ville natale, où elle a passé toute sa vie, le 15 janvier 2004, à l'âge de 75 ans.

## Œuvre
À l'automne 1998, à l'âge de 69 ans, trois ans après la mort de son mari et alors que son fils est en prison, elle commence à peindre et crée sa première composition sur les murs de sa maison. Sa pension de 74 hryvnia par mois ne lui permet d'utiliser que les matériaux et les outils les moins chers qu'elle peut trouver sur le marché local. Mais la peinture devient une passion qui la conduit à recouvrir tous les murs de décorations colorées.
Au fil des années, son travail se fait  connaitre. Elle reçoit des commandes de ses amis pour décorer les murs de leurs maisons, les portails, les poêles ou les monuments du cimetière local, sans jamais tirer grand-chose de ces activités. Petit à petit, sa propre maison devient un lieu de pèlerinage, visité par les journalistes, les amateurs d'art et les touristes.
Après sa mort, son petit-fils vend la maison pour 5,000 dollars à Andrius Nemickas, un Canadien établi à Kiev avec sa femme ukrainienne. La construction, considérée comme un monument national, est protégée par une loi fédérale sur le patrimoine culturel.
En 2005, l'association locale « Totem » publie Road to Paradise, un catalogue de ses œuvres, en ukrainien et en anglais. Une exposition de photographies de ses peintures murales a lieu au musée Ivan-Honchar.
En 2022, pendant l'occupation russe de Kherson, des habitants choisissent comme symbole de résistance culturelle une colombe inspirée des peintures de Pelageïa Raiko.
Le 8 juin 2023, la maison-musée Raïko est submergée par les eaux à la suite de la destruction du barrage de Kakhovka par l'armée russe deux jours plus tôt.

## Style
Polina Raïko n'avait pas de formation artistique, elle considérait son art comme un don de Dieu en récompense de ses souffrances et de sa vie difficile. Il n'y avait pas de télévision chez elle ; elle s'inspirait du monde qui l'entourait et de ses propres souvenirs, ce qui a probablement contribué à préserver le style naïf, la sincérité et l'authenticité d’une imagerie peinte qui combine symbolismes chrétien, soviétique et païen.